# Münzprägungen im Namen Alexanders des Großen
Unter die Münzprägungen im Namen Alexanders des Großen (kurz: Alexandermünzen) fallen alle Prägungen, die während seiner Regentschaft geprägt wurden und zudem die Münzen, die nach seinem Tod in seinem Namen geprägt wurden und dabei die unter Alexander etablierten Motive zumeist nicht bis kaum verändert weiter führten.
Alexander III. von Makedonien, auch „der Große“ genannt, erlangte 336 v. Chr. die Königswürde, nachdem sein Vater Philipp II. im selben Jahr ermordet worden war. Wie sein Vater zuvor ließ er sich vom Korinthischen Bund zum Hegemon ernennen und den Auftrag zur Befreiung der griechischen poleis in Kleinasien von der persischen Vorherrschaft erteilen. Im Jahr 334 v. Chr. begann der als Alexanderzug bekannte Feldzug mit der Überquerung des Hellespont. Binnen weniger Jahre eroberte Alexander das Persische Reich, wobei er Zugriff auf die Schatzkammern des persischen Großkönigs Dareios III. erlangte. Antiken Quellen zufolge betrug der Wert des erbeuteten Edelmetalls 180'000 Talente in Silber.
Die erbeuteten Edelmetallbestände ermöglichten Alexander und seinen Nachfolgern eine Monetarisierung des durch die Eroberungen stark ausgeweiteten Herrschaftsgebietes in bislang nicht bekanntem Ausmaß. Dabei nutzte er bestehende Münzstätten oder gründete neue, wie beispielsweise in Damaskus, Babylon und Alexandria. Die Münzprägung Alexanders charakterisiert sich durch ihr außergewöhnlich großes Prägevolumen, die Verwendung des attischen Münzfußes samt einheitlicher Prägebilder und eine Akzeptanz als quasi „universelles“ Zahlungsmittel, die weit über die Grenzen des Machtbereichs hinaus reichte. Es wurden Münzen in Gold, Silber und Bronze geprägt, wobei die Gold-Statere und silbernen Tetradrachmen den Großteil der Münzprägungen ausmachten und am weitesten verbreitet waren.

## Forschungsgeschichte
Eine erste Chronologie von Alexandermünzen und Zuordnung zu Münzstätten wurde von Ludvig Müller 1855 vorgenommen. E.T. Newell brachte die Forschung 1911/1912 auf ein neues Niveau, indem er die Münzen in Gruppen aufteilte und diversen Münzstätten zuwies. Er erkannte das Phänomen der Stempelüberschneidungen, d. h., dass Münzen vom selben Aversstempel unterschiedliche Rückseiten von diversen Reversstempeln aufweisen konnten. Daraus schloss er, dass sie in derselben Münzstätte geprägt wurden. Weitere stilistische Merkmale erlaubten die Aufteilung der Münzen in Gruppen. In einer weiteren Publikation von 1923 wertete er mehrere Tausend Tetradrachmen eines Hortfundes bei Demanhur aus. 1991 veröffentlichte Martin J. Price eine umfassende Untersuchung aller bis dato bekannten Alexandermünzen. In einer detaillierten Analyse von fast 3000 makedonischen Alexandermünzen aus dem Bestand der American Numismatic Society modifizierte Hyla A. Troxell die von Newell entwickelte Chronologie der Alexandermünzen und nahm die bereits seit langem bestehende Kontroverse über den genauen Beginn der Prägungen der Alexandermünzen wieder auf, indem sie einen späteren Beginn um 333/332 v. Chr. favorisierte (siehe unten).

## Münzarten

### Goldmünzen
Wie weiter unten ausführlicher dargestellt, ist unklar, ob der Beginn der Prägungen 336 oder 333/32 v. Chr. anzusetzen ist. Die Goldmünzen Alexanders wurden bis zum Ende des 3. Jh. v. Chr. geprägt, wobei der Prägeumfang bereits zu Beginn dieses Jahrhunderts rückläufig war und gegen Ende nur noch im Schwarzmeerraum (Odessus und Sinope) geprägt wurde. Zu Alexanders Lebzeiten waren wichtige Prägeorte die kleinasiatischen Städte (u. a. Tarsus, Abydos, Sardes und Side), Zypern, Phönizien, Memphis, Babylon und Susa.
Es gab verschiedene Nominale, Distater, Stater, Hemi-, Viertel- und Achtelstater, wobei nur die Statere dauerhaft und in weitaus größtem Umfang geprägt wurden. Die Goldmünzen unterschieden sich in Gewicht und Durchmesser, wobei die Metallmenge auch den Wertstufen entsprach: Distater wogen ca. 17,2g, Stater 8,6g, Hemi- 4,3g, Viertel- 2,2g und Achtelstater 1,1g.

Die Münzen waren weitgehend einheitlich gestaltet (siehe Abbildungen):
Avers (Vorderseite)

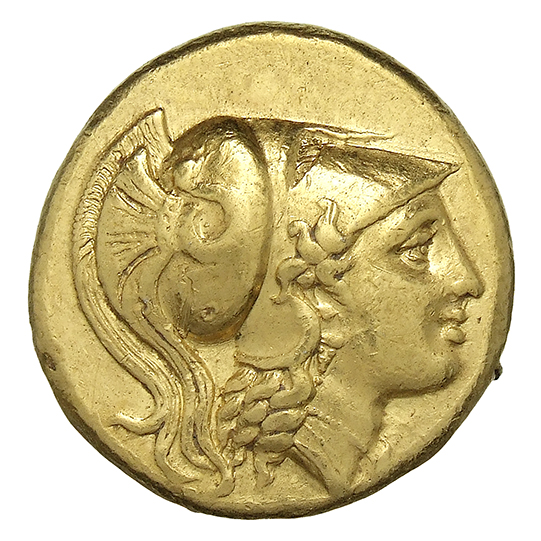
Distater, Avers: Makedonien, Alexandros III., Aigeai, 336-323 v. Chr. https://ikmk.smb.museum/object?id=18250657

Athenakopf mit korinthischem Helm, nach rechts schauend; auf dem Helmkessel ist meist eine geringelte Schlange abgebildet, gelegentlich auch ein Greif, eine sitzende Sphinx, eine fliegende Ente oder Taube.
Revers (Rückseite)
Stehende Nike in Vorderansicht, nach links blickend; sie hält in der rechten Hand einen Kranz und in der linken einen stilisierten Schiffsmast (griech. stylis); im freien linken Feld ein Blitzbündel (wobei auch andere Motive wie z. B. Kantharos, Dreizack oder Monogramme vorkommen können); am rechten Rand der Schriftzug (Legende) ΑΛΕΞΑΝΔΡΟΥ (alexandrou).

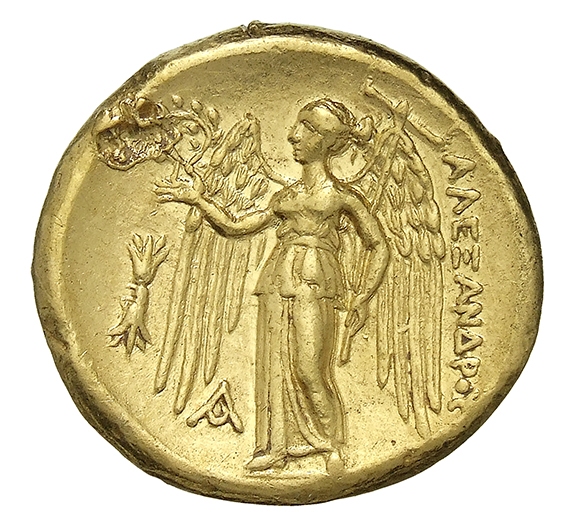
Distater, Revers zu oben

Während das Aversmotiv einheitlich war, zeigte das Revers bei Viertel- und Achtelstateren andere Motive, waagerechte Blitzbündel, Bogen und Keulen, wobei der Schriftzug dann zwischen oder unter die Motive eingefügt war.
Das Aversmotiv der Athena, der Göttin der Weisheit und Strategie, dürfte in engem Zusammenhang mit dem Zweck der Münzprägungen stehen, der Finanzierung des Krieges gegen die Perser. Auch ein politischer Bezug zur Stadtgöttin der Polis Korinth, des Sitzes des Korinthischen Bundes, wäre nach Price naheliegender als zur Stadtgöttin der Polis Athen. Das Reversmotiv der Nike, der Siegesgöttin, hat entsprechende Konnotation, wobei die stylis wohl die griechische Überlegenheit zur See symbolisieren und konkret an den historischen Sieg der Griechen über die Perser bei Salamis erinnern sollte. Einen Bezug auf die Hellespont-Überquerung Alexanders 334 v. Chr. lehnt Price mit Verweis auf bereits unter Philipp II. in Asien stationierte Soldaten ab.
Eine konträre Position für die Interpretation beider Münzbilder nimmt Kaiser ein. Die Stylis auf dem Revers nehme direkt Bezug auf die Überquerung des Hellespont 334 v. Chr., ein riskantes Unternehmen, dessen Erfolg Alexander durch umfangreiche Opfer feierte. Des Weiteren vertritt Kaiser die Ansicht, dass die Athena auf dem Avers auf die athenische Stadtgöttin verweist, wobei die Schlange auf dem Helmkessel sowohl für einen Rachekrieg steht (die Akropolis war von einer Schlange bewacht, die 480 v. Chr. vor der Zerstörung durch die Perser verschwand, die aber bei Rache-Feldzügen wieder erscheint) als auch die mythische Zeugung Alexanders durch eine Schlange symbolisiert.

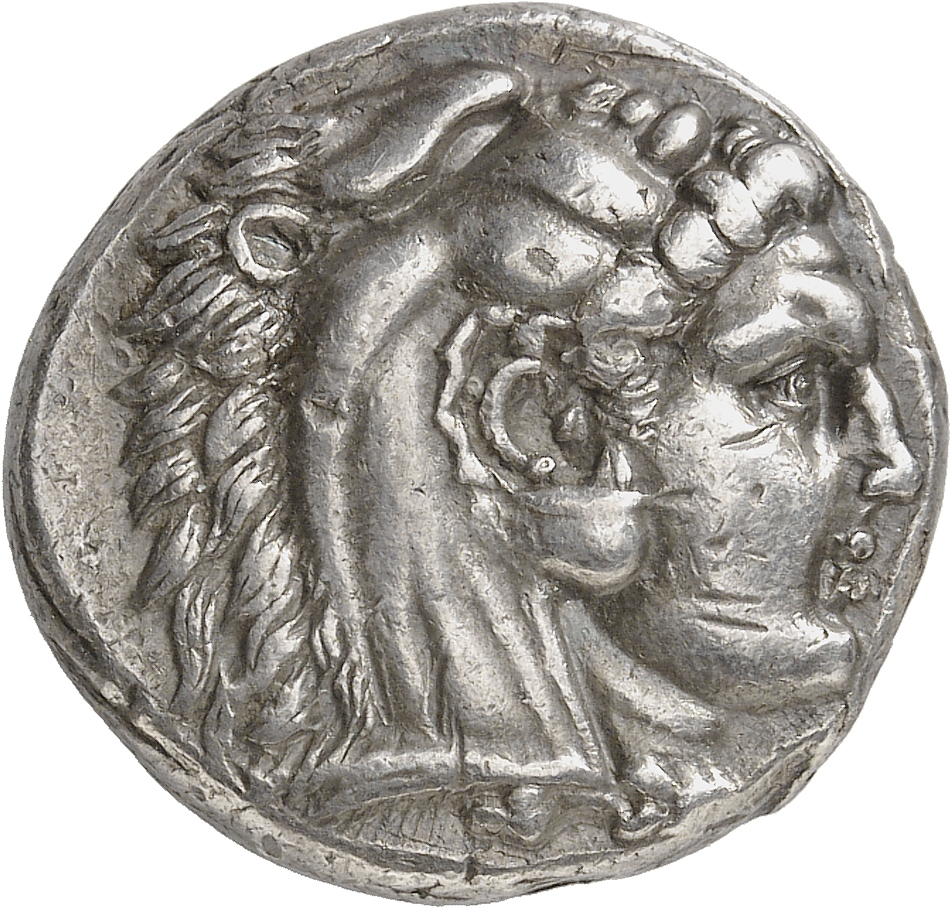
Avers Tetradrachme, Makedonien, Alexandros III., Lampsakos, 328-323 v. Chr. Herakles mit Löwenfellhaube nach rechts, https://ikmk.smb.museum/object?id=18250344

### Silbermünzen
Wie bei Goldmünzen ist auch bei Silbermünzen der Prägungsbeginn (336 oder 334/33 v. Chr.) umstritten. Die Prägungen insbesondere der Tetradrachmen wurden weit über Alexanders Tod hinaus bis Mitte des 2. Jh. v. Chr. fortgesetzt, im Schwarzmeerraum bis Mitte des 1. Jh. v. Chr. Tetradrachmen wurden praktisch durchgehend an allen Münzstätten geprägt.
| Nominal      | Dekadrachme | Tetradrachme | Didrachme | Drachme | Hemidrachme | Diobol | Obol | Hemiobol |
| ------------ | ----------- | ------------ | --------- | ------- | ----------- | ------ | ---- | -------- |
| Gewicht in g | 42          | 17,2         | 8,6       | 4,2     | 2,1         | 1,4    | 0,7  | 0,35     |
| Größe in mm  | 36          | 27           | 18        | 16      | 13          | 11     | 9    | 7        |

Eine Drachme war 6 Obolen wert. 6000 Drachmen entsprachen einem attischen Talent.
Die Münztypen waren recht einheitlich:
Avers

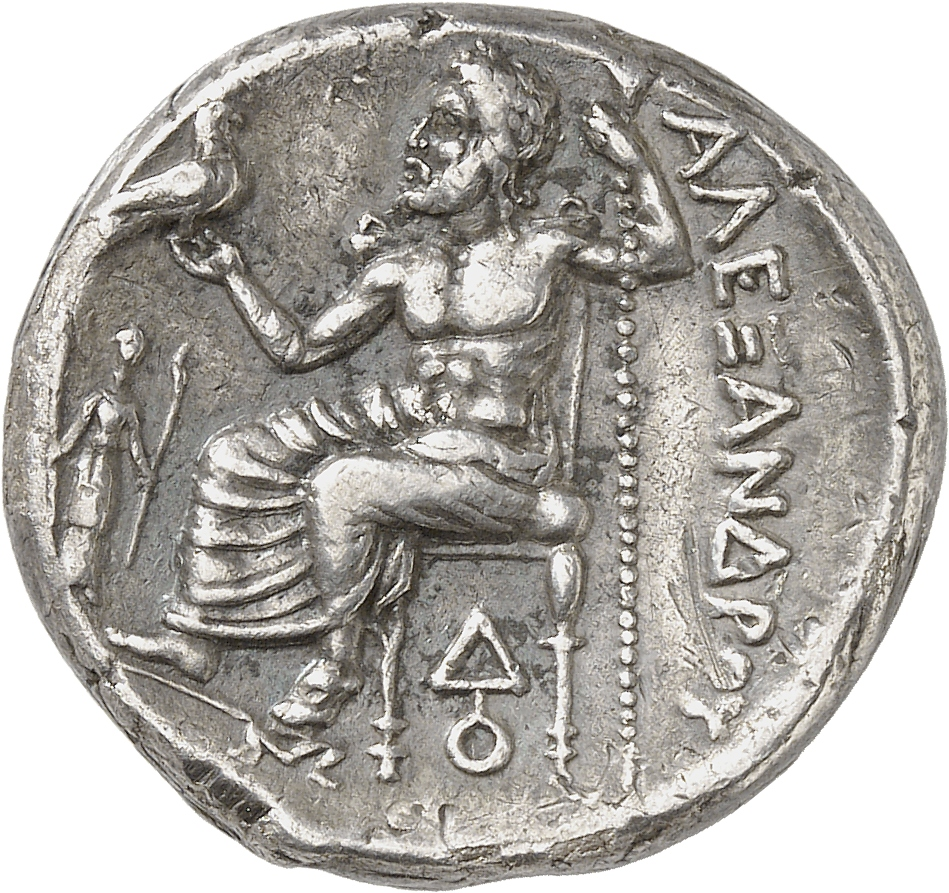
Revers Tetradrachme, Zeus sitzend auf Thron nach links, ausgestreckte rechte Hand hält einen Adler, linke Hand ein Zepter

Es wird der Kopf des Herakles dargestellt, bartlos mit Löwenfellbedeckung, nach rechts blickend. Dieses Motiv wurde durchgehend auf allen Silbermünzen genutzt, wie auch weitgehend bei den Bronzemünzen (siehe unten).
Mit Herakles wird Alexander wohl seinen Anspruch auf Verwandtschaft mit diesem Helden und damit auch seine Zugehörigkeit zur griechischen Kultur dokumentiert haben. Des Weiteren war wohl die Abbildung eines unbesiegbaren griechischen Helden passend zu dem vorwiegend kriegerischen Zweck der Münzprägung.
Revers
Nach Price sind die Reverse bei allen Drachmen-Nominalen und großen Bruchteilen davon einheitlich, wobei letztere nicht genauer bezeichnet sind. Es wird Zeus sitzend auf Stuhl oder Thron, nach links gewandt, dargestellt, der mit der rechten ausgestreckten Hand einen ihm zugewandten Adler hält (Zeus aetophoros, Adlerträger). In der linken Hand hält er ein Zepter.
Dieses Zeus-Motiv auf der Rückseite könnte die göttliche Unterstützung für den Alexanderzug beschwören, wobei die motivische Ähnlichkeit mit dem Baal von Tarsos (siehe unten „Chronologie“) auch den Herrschaftsanspruch über das Perserreich belegen könnte.
Bei kleineren Bruchteilen von im Osten geprägten Münzen werden die Motive der größeren Nominalen verwendet, während auf makedonischen Münzen das lokale Adlermotiv erscheint.
Auf den Feldern links vor Zeus oder unter dem Thron gibt es unterschiedliche Motive, Buchstaben und Monogramme. Am rechten Rand wie bei den Goldmünzen die Legende ΑΛΕΞΑΝΔΡΟΥ (alexandrou).
Troxell beschränkt die Einheitlichkeit des Zeus-Motivs auf dem Revers auf Tetradrachmen und Didrachmen. Bereits bei Drachmen und Triobolen gibt es neben dem Zeus-Motiv auch einen stehenden Adler nach rechts gerichtet und teilweise zurückgewandt. Bei Diobolen sind zwei einander zugewandte Adler abgebildet und bei Obolen Blitzbündel. Ihre Angaben beziehen sich auf die von ihr untersuchten makedonischen Prägungen.
Neben dem Zeus-Motiv sind also auch bspw. Adler stehend auf Blitzbündel oder, ähnlich den Viertel- und Achtelstateren, Blitzbündel, Keulen, Bogen und Köcher abgebildet. Bei den Tier- und Gegenstandsmotiven variiert die Legende, indem sie waagerecht zwischen oder unter die Gegenstände eingefügt ist oder die Tiere umfasst.

### Bronzemünzen
Nach Price können bei Bronzemünzen vier Größen unterschieden werden, wobei er für die größte Münzgruppe keine Bezeichnung vorschlägt. Des Weiteren können die fünf häufigsten Prägetypen unterschieden werden:
| Es gibt keine Nominalen-Bezeichnung    | Doppeleinheit 2AE                                                                                             | Einheit AE | Halbeinheit 1/2AE | Vierteleinheit 1/4AE |
| -------------------------------------- | --- | --- | --- | --- |
| Gewicht in g                           | | 5-8 | 3,3-4,2 | 1,2-2,2 |
| Größe in mm                            | | 16-20 | 14-17 | 10-13 |
| Nominalbezeichnungsvorschlag von Price | | 4-Chalkous (Hemiobol)                                                                                         | Dichalkon (Tetartemorion) | Chalkous (Hemitetartemorion) |
| Die fünf häufigsten Prägetypen         | | | | |
| 1: Avers 1: Revers                     | | bartloser Kopf des Herakles nach rechts blickend Köcher auf Bogen und Keule; unterschiedlich angeordnet       | bartloser Kopf des Herakles nach rechts blickend Köcher auf Bogen und Keule; unterschiedlich angeordnet                             | bartloser Kopf des Herakles nach rechts blickend Köcher auf Bogen und Keule; unterschiedlich angeordnet                             |
| 1: Avers 1: Revers                     | | bartloser Kopf des Herakles nach rechts blickend Köcher auf Bogen und Keule; unterschiedlich angeordnet       | bartloser Kopf des Herakles nach rechts blickend Köcher auf Bogen und Keule; unterschiedlich angeordnet                             | bartloser Kopf des Herakles nach rechts blickend Köcher auf Bogen und Keule; unterschiedlich angeordnet                             |
| 2: Avers 2: Revers                     | bartloser Kopf des Herakles nach rechts blickend Bogen in Bogenfutteral und Keule, unterschiedlich angeordnet | bartloser Kopf des Herakles nach rechts blickend Bogen in Bogenfutteral und Keule, unterschiedlich angeordnet | bartloser Kopf des Herakles nach rechts blickend Bogen in Bogenfutteral und Keule, unterschiedlich angeordnet                       | bartloser Kopf des Herakles nach rechts blickend Bogen in Bogenfutteral und Keule, unterschiedlich angeordnet                       |
| 3: Avers 3: Revers                     | | | bartloser Kopf des Herakles nach rechts blickend Adler auf Blitzbündel nach rechts, zurückblickend                                  | |
| 3: Avers 3: Revers                     | | | bartloser Kopf des Herakles nach rechts blickend Adler auf Blitzbündel nach rechts, zurückblickend                                  | |
| 4: Avers 4: Revers                     | | | junger Männerkopf (Apollon?) mit Diadem nach rechts blickend galoppierendes Pferd nach rechts                                       | junger Männerkopf (Apollon?) mit Diadem nach rechts blickend galoppierendes Pferd nach rechts                                       |
| 4: Avers 4: Revers                     | | | junger Männerkopf (Apollon?) mit Diadem nach rechts blickend galoppierendes Pferd nach rechts                                       | junger Männerkopf (Apollon?) mit Diadem nach rechts blickend galoppierendes Pferd nach rechts                                       |
| 5: Avers 5: Revers                     | | | runder makedonischer Schild, zentraler Schildbuckel mit diversen Symbolen verziert überkronter makedonischer Helm mit Wangenklappen | runder makedonischer Schild, zentraler Schildbuckel mit diversen Symbolen verziert überkronter makedonischer Helm mit Wangenklappen |
| 5: Avers 5: Revers                     | | | runder makedonischer Schild, zentraler Schildbuckel mit diversen Symbolen verziert überkronter makedonischer Helm mit Wangenklappen | runder makedonischer Schild, zentraler Schildbuckel mit diversen Symbolen verziert überkronter makedonischer Helm mit Wangenklappen |
| Quelle:                                | | | | |

## Chronologie, Umfang und Prägeorte

### Beginn der Prägung von Alexandermünzen
Die ersten Alexandermünzen wurden von Newell um 336 v. Chr. datiert, also unmittelbar nach Amtsantritt Alexanders. Zweifel machte Gerhard Kleiner 1949 geltend mit Hinweis auf die stilistische Nähe zwischen dem Zeusmotiv auf dem Tetradrachmen-Revers und der Baal-Abbildung auf den Silberstateren aus Tarsus. Die ersten Tetradrachmen sollten daher nicht vor 333 v. Chr., dem Jahr der Eroberung von Tarsus, geprägt worden sein. Die stilistischen Argumente bekräftigte später Orestes H. Zervos 1982, indem er an fünf Merkmalen des Zeusmotivs die Anlehnung an das Baalmotiv aus Tarsus ableiten wollte. Allerdings folgte unmittelbar eine ablehnende Replik von Price. Von de Callataÿ 1982 und zuletzt Troxell 1997 wurden jedoch weitere stilistische Argumente für einen Beginn frühestens 333 v. Chr. vorgebracht, Letztere mit Verweis auf typisch persische Motive, welche auf frühen makedonischen Tetradrachmen nur ungenau und temporär verwendet wurden, offenkundig weil es fremde ungewohnte Elemente waren, die von den ersten tarsischen Alexandermünzen übernommen worden waren. Da Tarsus 333 v. Chr. erobert wurde, stellt dieses Jahr einen terminus post quem dar, die tarsischen Alexandermünzen konnten erst nach der Eroberung als Vorbild für die makedonischen dienen. Le Rider teilt die Sicht der Letztgenannten. Die Kontroverse ist noch offen.

### Prägeumfang
Der Prägeumfang kann nur geschätzt werden, wobei von der Zahl der verwendeten Aversstempel und der pro Stempel möglichen Münzprägungen auf das Volumen geschlossen wird. Bis um 300 v. Chr. wurde die umlaufende Geldmenge enorm gesteigert. Für den Zeitraum von 332-290 v. Chr., also inkl. umfangreicher postumer Prägungen, können bislang ca. 3'000 verschiedene Aversstempel allein für Tetradrachmen unterschieden werden. Geht man davon aus, dass pro Stempel etwa 20'000 Münzen geprägt werden konnten, ergibt dies eine Menge von 60 Mio. Münzen. De Callataÿ gibt auch für Goldstatere und Silberdrachmen entsprechende Werte an:
|               | Stempel | Münzen  | Äquivalent in Tetradrachmen | Äquivalent in Drachmen |
| ------------- | ------- | ------- | --------------------------- | ---------------------- |
| Goldstatere   | 1200    | 24 Mio. | 120 Mio.                    | 480 Mio.               |
| Tetradrachmen | 3000    | 60 Mio. | 60 Mio.                     | 240 Mio.               |
| Drachmen      | 3300    | 66 Mio. | 16,5 Mio.                   | 66 Mio.                |
| Summen        | 7500    | 150 Mio | 196,5 Mio.                  | 786 Mio.               |

Annahmen: Verhältnis Gold- zu Silberpreis: 10:1; 1 Stater = 5 Tetradrachmen = 20 Drachmen

### Die Ressourcen Alexanders für dieses Prägevolumen
Als Alexander 334 v. Chr. den Feldzug gegen das Perserreich begann, hatte er keine größeren Vermögenswerte verfügbar, da er bis dato geerbte Schulden zu begleichen und ein größeres Heer und frühe Feldzüge gegen Illyrer, Thraker und Theben zur Etablierung seiner Machtbasis zu finanzieren hatte. Die Eroberung des Perserreiches ermöglichte es ihm jedoch, sehr umfangreiche Edelmetallbestände in Besitz zu nehmen, wie Price unter Bezugnahme auf historische Quellen aufzählt:
- Strafzahlungen der Städte Aspendos von 100 und Soloi 200 Talenten (1 Talent „T“ = 1'500 Tetradrachmen)
- Persischer Schatz in Damaskus von 2'600 T nach der Schlacht bei Issos 333 v. Chr.
- Versklavung und Verkauf von 3.000 Bewohnern der Städte Tyros und Gaza
- Mazakes, persischer Satrap von Ägypten, übergab 332 v. Chr. 800 T in Memphis; Steuereintreiber in Ägypten erzielen 6.000 T
- Nach dem zweiten Sieg über Dareios III. bei Gaugamela 331 v. Chr. vereinnahmte Alexander
  - in Arbela 3'000-4'000 T,
  - den Schatz in Babylon in unbekannter Höhe,
  - ca. 50'000 T aus dem Schatz in Susa
  - 120'000 T in Persepolis
  - 6'000 T in Pasargadae.

Insgesamt wurden wohl mindestens 180'000 T in Silber erbeutet, oder umgerechnet 1,08 Mrd. Drachmen, die in Ekbatana konzentriert wurden. Diese Edelmetallmengen ermöglichten das oben erwähnte Prägevolumen.
Den Einnahmen standen erhebliche Ausgaben gegenüber, darunter ca. 80'000 T für die Finanzierung des Feldzugs, 10-20'000 T für die Massenhochzeit von Susa  324 v. Chr. sowie ca. 10-12'000 T für das Grab und das Begräbnis des Hephaistion 323 v. Chr.

### Wirtschaftliche Aspekte der Alexanderprägungen
Die bislang in den Schatzkammern weitgehend als Edelmetall gelagerten Gold- und Silbermengen wurden sukzessive, zum größeren Teil erst zum Ende von Alexanders Lebenszeit und insbesondere postum in Form von Münzen mobilisiert. Damit war eine beträchtliche Monetarisierung des Herrschaftsgebietes verbunden, die bis Anfang des 3. Jahrhunderts v. Chr. zu erheblicher Inflation führte. Mehrere Faktoren dürften den Preisauftrieb wieder abgebremst haben. Die nach attischem Standard geprägten Münzen traten in Konkurrenz zu und ersetzten die athenischen Tetradrachmen im überregionalen Handel. Somit wurden sie über das griechische Herrschaftsgebiet hinaus akzeptiert. Sie ermöglichten den Bezug von Waren aus entlegenen Regionen wie bspw. Thrakien, dem Schwarzmeer- und keltischen Siedlungsgebiet sowie dem westlichen Mittelmeerraum. Warenimporte implizierten Münzabfluss und reduzierten die monetäre Basis im griechischen Gebiet. Auch mit ausbezahlten und entlassenen Söldnern migrierten Münzen in deren Herkunftsgebiete.

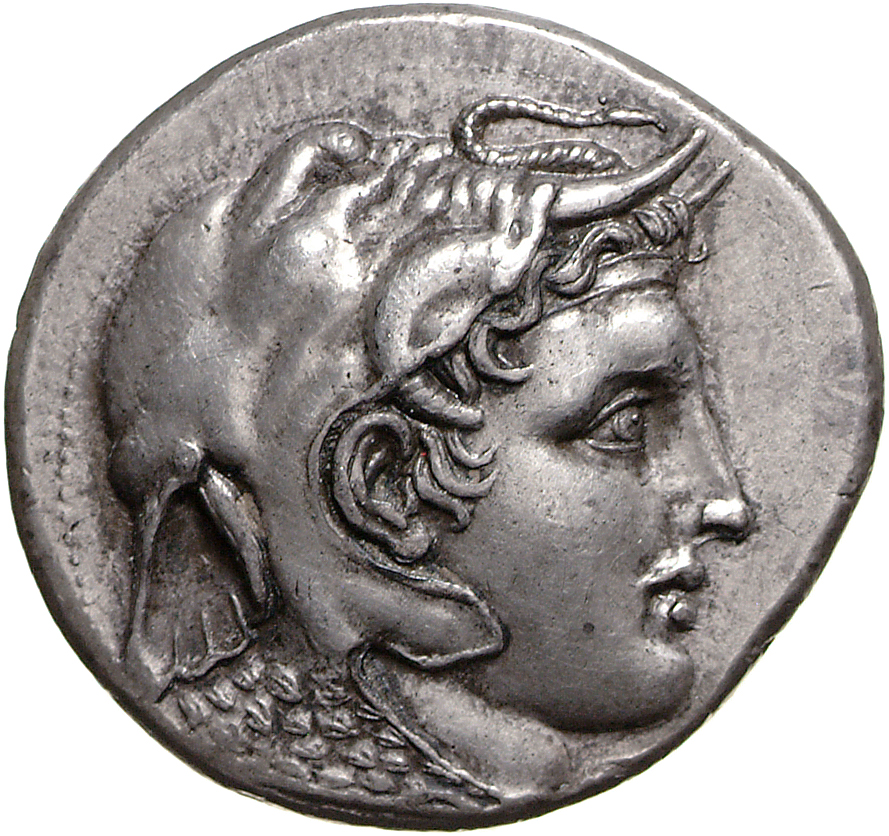
Tetradrachme, Avers, Alexandria, Ptolemaios I., ca. 315-310 v. Chr. https://ikmk.smb.museum/object?id=18203059

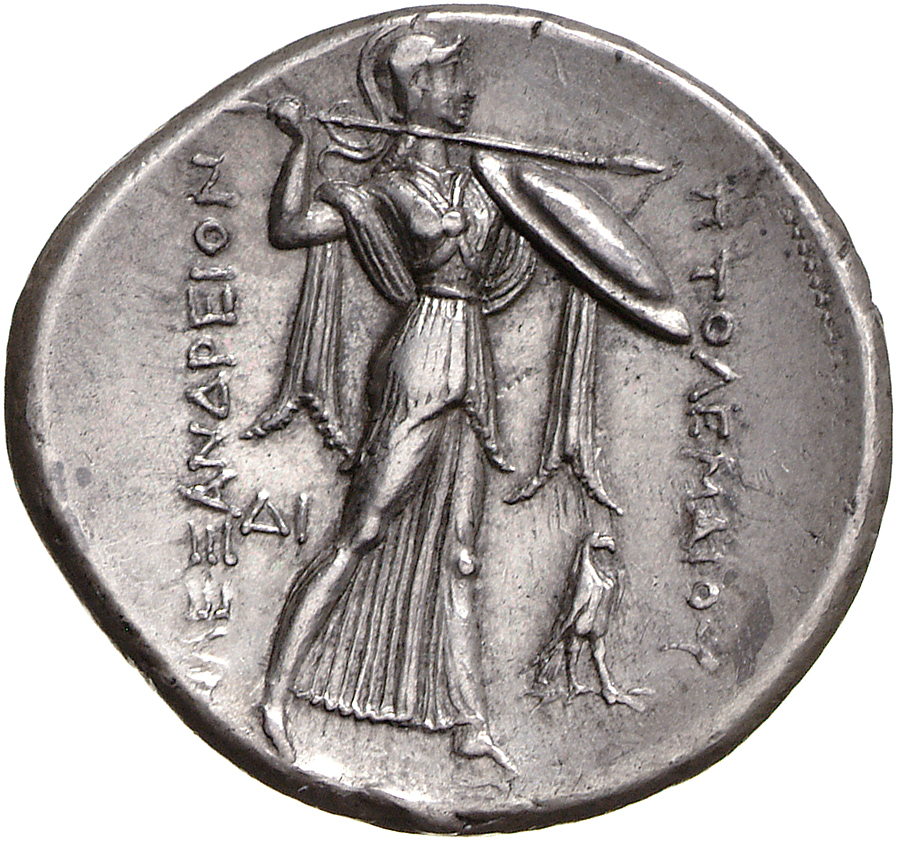
Tetradrachme, Revers, Athena mit Helm, Schild und Speer nach rechts

Die Alexandermünzen nach attischem Münzfuß behielten ihre Rolle als Universalwährung allerdings nicht in allen Regionen. So haben die Ptolemäer bereits frühzeitig eine monetäre Isolationspolitik betrieben, indem sie das Gewicht der Tetradrachmen in mehreren Schritten senkten. Zunächst modifizierte Ptolemaios I. Soter um 319 v. Chr. das Münzbild, indem er den Herakleskopf auf dem Avers durch ein Porträt Alexanders, erkennbar an den Attributen Ammonshörner und Elefantenhaube, ersetzte. Um 312 v. Chr. wurde das Porträt Alexanders um ein Stirnband ergänzt und auf dem Revers eine stehende Athena in Kampfpose dargestellt (vgl. Abb. einer Tetradrachme rechts). Niederlagen der ptolemäischen Flotte und die Kosten der militärischen Auseinandersetzungen mit den Attaliden führten zu einer Finanzkrise in Ägypten. Ein Ausweg wurde durch die schrittweise Reduktion des Gewichts der Tetradrachme von den attischen 17,25 g zu letztlich lediglich 14,2 g gesucht. Das bedeutete de facto eine Abwertung um ca. 18 %, die mit einem Verbot von Währungen anderen Münzfußes in Ägypten einherging, während die umlaufenden alten Münzen umgetauscht werden mussten. Die wohl intendierten Folgen waren eine Verteuerung der Importe, Anreize zu verstärktem Export sowie zusätzliche Einnahmequellen für das Königshaus in Form der Umtauschgewinne. Es überrascht nicht, dass ptolemäische Tetradrachmen außerhalb des Herrschaftsgebietes kaum noch akzeptiert wurden und daher in dortigen Münzhorten auch nicht vorkommen.

### Prägeorte und Prägeaktivitäten unter Alexander III.
Es wurden 26 Münzstätten identifiziert, die zu Alexanders Lebzeiten in Betrieb waren. Davon lediglich zwei im europäischen Griechenland, Aigeai und Macedonia. Letztere Orts- bzw. Regionalbezeichnung ist wohl ein Hinweis darauf, dass unklar ist, ob Amphipolis bereits zu Beginn der Prägungen eine Münzstätte war. Eine Münzstätte befand sich in Memphis in Ägypten, die restlichen 23 befanden sich in Asien, von Kleinasien (8) über Zypern (5), Syrien (3) und Phönizien (5) bis zu den östlichen Städten Babylon und Susa. In den meisten Stätten wurden Gold- und Silbermünzen geprägt, häufig auch Bronzemünzen, wobei in drei Stätten Kleinasiens, vier auf Zypern sowie in Susa die Aktivitäten erst zwischen 325 und 323 v. Chr. begannen. Diese Zunahme der Prägestätten und des Prägevolumens zum Ende von Alexanders Herrschaft wird meist mit der Entlassung und Entlohnung zahlreicher Söldner erklärt, ist aber nicht unumstritten, da man eher von einer kontinuierlichen Soldzahlung während des Feldzuges ausgehen muss. Unmittelbar nach Alexanders Tod begannen Kriege mit aufständischen Poleis auf dem Festland und in der weiteren Folge die Diadochenkriege, welche aus der persischen Kriegsbeute Alexanders finanziert werden konnten und damit zu anhaltender Monetarisierung führten.
Es fällt auf, dass gegen Ende Alexanders Herrschaft und unmittelbar danach die Legende der Tetradrachmen um den Begriff ΒΑΣΙΛΕΟΣ (basileos, griech.: König) erweitert wurde. Welchem Herrscher – Alexander oder seinen direkten Nachfolgern – diese Bezeichnung zuzurechnen ist, hängt von der Datierung der Münzen ab. Troxell übernimmt die chronologische Gruppenaufteilung (A-K) der Alexandermünzen von Newell weitgehend, jedoch hat der von ihr postulierte spätere Beginn der Prägungen 332 v. Chr. Auswirkungen auf die Interpretation des Aufkommens der zusätzlichen Legende ΒΑΣΙΛΕΟΣ in den Gruppen G bis J. Während bei Newell Gruppe G im Jahr 325 v. Chr. beginnt, liegen diese Gruppen bei Troxell im Zeitraum von 322 - 317 v. Chr., also postum in der Zeit Alexanders direkter Nachfolger Philip III. Arrhidaeus (323 - 317 v. Chr.), seines Halbbruders, und Alexander IV., seines jungen Sohnes. Die Bezeichnungen ΒΑΣΙΛΕΟΣ ΦΙΛΙΠΠΟΥ (basileos philippou) und ΒΑΣΙΛΕΟΣ ΑΛΕΞΑΝΔΡΟΥ (basileos alexandrou) würden sich daher eher auf diese Nachfolger als auf Alexander III. beziehen, zumal sie nach 317 v. Chr. nicht mehr verwendet wurden.

### Weitere Chronologie der Alexanderprägungen
323–317 v. Chr.: Die Zahl der Prägestätten wuchs unter Philip III. auf 31, wobei einige sich auf Goldstatere und Drachmen konzentrierten, ohne Tetradrachmen zu prägen.
317–300 v. Chr.: Die Prägungen stehen in Kleinasien in engem Zusammenhang mit Kriegsaktivitäten von Antigonos Monophthalmos und Lysimachos. Amphipolis wird in Makedonien wichtigste Münzstätte, im Osten wird Babylon von Seleukia und Ekbatana übertroffen.
300–280 v. Chr.: Es werden in nur noch 19 Münzstätten hauptsächlich Tetradrachmen und deutlich weniger Goldstatere und Drachmen geprägt. In Ägypten löst der phönizische den attischen Standard ab, Alexandertypen werden von Diadochen-Typen abgelöst.
280–270 v. Chr.: Nur noch in 3 Münzstätten werden Goldstatere geprägt, sonst nahezu ausschließlich Tetradrachmen. Erstmals gibt es Prägungen im Schwarzmeerraum: Odessus und Sinope.
270–225 v. Chr.: Starker Rückgang der Münzstätten (14, vorher 19) und Prägungen wegen stabiler Machtstrukturen und des Endes der Diadochen-Kämpfe. Nur im Schwarzmeerraum häufigere Prägungen von Goldstateren und Tetradrachmen (in 5 statt vorher 2 Münzstätten), wohl wegen (Tribut-)Zahlungen an Kelten.
225–200 v. Chr.: Anstieg auf 51 Münzstätten, in denen fast ausschließlich Tetradrachmen geprägt werden. Nur im Schwarzmeerraum werden in Odessus und Sinope auch Goldstatere geprägt. Städtische Prägungen, die anhand von Markierungen identifiziert werden, stehen häufig im Zusammenhang mit Kriegen.
200–190 v. Chr.: Es gibt nur noch 21 Münzstätten, davon 1 in Griechenland, 2 im Schwarzmeerraum. Fast ausschließlich Tetradrachmen, keine Prägung von Goldstateren.
190–165 v. Chr.: Der Friede von Apameia 188 v. Chr. führt zu Tetradrachmen-Prägungen in vielen nun freien Städten Kleinasiens. Autonome Prägungen beenden 165 v. Chr. die Alexandermünzen.
Nur im Schwarzmeerraum gab es weitere Alexanderprägungen bis ins 1. Jahrhundert v. Chr., wohl wegen deren Akzeptanz bei den Kelten. Erst nach der Niederlage des Mithradates 69 v. Chr. wurden keine Alexandermünzen mehr geprägt. Grund war auch die römische Kontrolle der Silberminen und Beschlagnahme von Edelmetall.
Man kann demnach postume Alexanderprägungen von Städten und Königen über 250 Jahre feststellen. Hauptmotive für die Prägung dieser überregional akzeptierten Münzen neben den nach lokalem Standard emittierten Münzen waren die Verwendung im Handel oder für militärische Zwecke. Howgego nennt hierfür als Beispiele Tetradrachmen aus Rhodos aus der Zeit 200-190 v. Chr. und Aspendos 212/211 v. Chr.

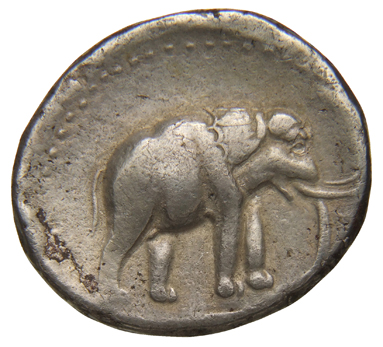
Elefant nach rechts

## Vom attischen Münzfuß oder den Alexandertypen abweichende Prägungen
Während die Alexandermünzen mit ihrem attischen Standard und einheitlichem Münzbild eine „reichsweite“ Währung darstellten, gab es dennoch auch regionale Besonderheiten und Abweichungen.

### Fünf- und Zwei-Schekel-Münzen
Diese in Mesopotamien geprägten Münzen wichen vom attischen Münzfuß ab und hatten die Verherrlichung des Indienfeldzugs zum Thema.
Eine Zwei-Schekel Münze zeigt einen Elefanten auf dem Avers und einen Bogenschützen auf dem Revers.

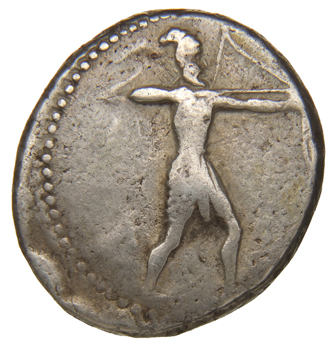
Bogenschütze nach rechts

Fünf-Schekel-Münzen zeigten auf dem Avers Alexander zu Pferd, einen indischen Potentaten auf Elefant angreifend, und auf dem Revers Alexander mit Blitzbündel von Nike bekrönt.

### Weitere abweichende Prägungen
- Achämenidische Doppeldareiken aus Gold, geprägt in Babylon, geben in der Legende den Namen des Statthalters Stamenes an.
- Löwenstatere aus Babylon mit der Legende des Statthalters Mazaios
- Silbermünzen aus Tarsos mit der Legende des Statthalters Balakros[71]